# Emergency: Fighters for Life
Emergency: Fighters for Life ist ein Echtzeit-Strategiespiel, bei dem der Spieler Rettungskräfte kontrolliert. Es wurde von Sixteen Tons Entertainment entwickelt und 1998 von TopWare Interactive veröffentlicht. Fighters for Life ist Teil der Emergency-Spieleserie. Der direkte Nachfolger ist Emergency 2.

## Spielprinzip
Die Unfallszenarien werden in isometrischer Perspektive dargestellt. Der Spieler kann in einer Übersicht Rettungsfahrzeuge zu Unfallorten entsenden. Hierbei muss er jedoch ein Budget im Auge behalten, da jeder Einsatz mit Unkosten verbunden ist. Polizei, Feuerwehr und Notarzt/Rettungssanitäter müssen am Unfallort gesteuert werden, um den Verkehr umzuleiten, Feuer zu löschen und Verletzte zu behandeln.

## Rezeption
Interessierte an einem politisch korrekten Echtzeitstrategiespiel würden enttäuscht. Das Missionsdesign sei starr, Präsentation und Spielablauf nicht gelungen. Die Steuerung sei misslungen: unter Zeitdruck muss pixelgenau geklickt werden, die Einsatzfahrzeuge verhaken sich ineinander. Der Spieler reagiere eher passiv auf die Katastrophen. Die Spielidee sei jedoch neu. Neben der hakeligen Steuerung seien die Einsatzziele häufig unfair oder lassen sich nur mit Blick in die Hilfe lösen. Fahrzeugverhalten und auch das Fehlen von Animationen fallen negativ auf. Die 30 Missionen hingegen seien abwechslungsreich.